# La Chouette Équipe
Pour le remake, voir Bad News Bears.
Série
La chouette équipe se révolte
(1977)
Pour plus de détails, voir Fiche technique et Distribution.
La Chouette Équipe (The Bad News Bears) est un film américain réalisé par Michael Ritchie, sorti en 1976.
Le film a fait l'objet d'une suite en 1977, La chouette équipe se révolte, puis d'un remake en 2005 sous le titre Bad News Bears.

## Synopsis
Dans le sud de la Californie, Morris Buttermaker (Walter Matthau) alcoolique qui nettoie des piscines, est recruté par un conseiller municipal et avocat pour devenir l'entraîneur d'une nouvelle équipe de baseball junior. Cette équipe est constituée des plus mauvais joueurs qui ont été exclus des autres équipes, dont le fils du conseiller municipal. Lors du premier match, l'équipe ne marque pas un seul point. Pour essayer de remédier à cette situation désespérée, Buttermaker recrute Amanda Whurlitzer (Tatum O'Neal) âgée de 11 ans. C'est une lanceuse qu'il a formée quand elle était plus jeune, fille d'une de ses ex-petites amies. Amanda tente de convaincre Buttermaker qu'elle a abandonné le baseball.

## Fiche technique
- Titre : La Chouette Équipe
- Titre original : The Bad News Bears
- Réalisation : Michael Ritchie
- Scénario : Bill Lancaster
- Musique : Jerry Fielding
- Photographie : John A. Alonzo
- Pays de production :  États-Unis
- Genre : comédie
- Date de sortie : 1976

## Distribution
- Walter Matthau (VF : André Valmy) : L'entraîneur Morris Buttermaker
- Tatum O'Neal (VF : Sylviane Margollé) : Amanda Whurlitzer
- Vic Morrow : L'entraîneur Roy Turner
- Joyce Van Patten (VF : Paule Emanuele) : Cleveland
- Ben Piazza : Le conseiller Bob Whitewood
- Jackie Earle Haley : Kelly Leak
- Brandon Cruz : Joey Turner
- George Wyner : White Sox Manager
- Charles Matthau : Athletic
- Erin Blunt (it) : Ahmad Abdul-Rahim
- Brett Marx (en) : Jimmy Feldman
- Alfred Lutter (en) : Alfred Ogilvie
- David Pollock (en) : Rudi Stein
- Chris Barnes (en) : Tanner Boyle